# Horde d'or
1243–1502
Entités précédentes :
- Empire mongol

Entités suivantes :
- Grande-principauté de Moscou
- Khanat de Crimée
- Khanat de Qasim
- Khanat de Kazan
- Khanat d'Astrakhan
- Khanat de Sibir
- Empire timouride
- Khanat kazakh
- Horde Nogaï

La Horde d'or (ou ulus de Jochi, Grande Horde, khanat des Qipchak ou Kipchak, Tartarie d’Europe) est un empire mongol gouverné par la dynastie issue de Djötchi, le fils aîné de Gengis Khan. Aux XIIIe et XIVe siècles, il s’étendait sur une grande partie de l’actuelle Russie, de l’Ukraine, de la Bulgarie danubienne (jusqu'aux Portes du Danube), du Kazakhstan, de l’Ouzbékistan, du Turkménistan, voire du Caucase.
Les Djötchides eux-mêmes s'appellent Horde ou Grande Horde. Horde, orda en mongol, est un terme qui existe aussi en chinois et en turc pour décrire des pouvoirs politiques nomades, il ne faut pas comprendre le terme au sens de foule nombreuse et incontrôlable,. Horde d'or est une expression utilisée par les Russes depuis le XVIe siècle, après que le mot horde leur a été apporté par les invasions mongoles. Les Arabes et les Persans parlent du royaume des Tatars ou du khanat de Kiptchak. En France et en Italie, on les désignait sous le nom de Tatars de l'Ouest.

## Histoire

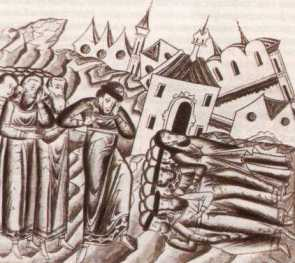
La dévastation de Souzdal par les troupes mongoles (illustration des annales médiévales russes).

### Contexte
Les Mongols avaient pour but de conquérir l'ensemble des peuples nomades de la steppe, et certains de leurs grands opposants étaient les Coumans (aussi appelés Kipchaks). Ceux-ci, refusant la soumission, demandent l'aide de leurs alliés les princes russes, avant de se réfugier chez eux quand leur territoire est conquis. C'est ainsi que les Russes se retrouvent dans le collimateur des Mongols,.
Après un raid de reconnaissance en 1221 par Djebé et Subötaï, la soumission des principautés de la Rus' a lieu sous le règne du Grand Khan Ögedeï entre 1237 et 1242, par une armée mongole dirigée par Batu, fils de Djötchi. Les Mongols poussent leurs incursions jusqu'en Pologne et en Hongrie. Toutes les villes de la Rus', sauf Novgorod, sont ruinées par cette invasion (Kiev, Vladimir, Souzdal, Riazan, Kolomna) et la moitié de la population périt. Les survivants fuient vers le nord-est, dans les régions boisées entre la Volga nordique et l'Oka.
La construction de bâtiments en pierre cesse dans la région pendant deux cents ans. Les princes de la Rus' restent tributaires de leurs khans jusqu'à la fin du XVe siècle.

### Formation de la Horde d'Or

#### Les Ulus de Djötchi
En 1225, à la suite de l'invasion mongole de l'Empire khwarezmien, les territoires sont divisés en ulus (territoire administratif mongol), qui supplantent les Coumans de Coumanie. Les bords de la mer Caspienne sont donnés à Djötchi, devenant dès lors le Ulu de Jochi. Il étend rapidement les limites de ce territoire en chassant les Coumans jusqu'à la Volga. Djôtchi déplace sa cour et sa famille au sein du campement principal et fait déplacer plusieurs tribus mongoles afin qu'elles s'y installent pour renforcer ses capacités militaires.
Cependant, les documents ne permettent pas de confirmer la structuration administrative qui permettrait de dater la formation de la Horde d'Or durant la gouvernance de Djötchi. La tradition et l'historiographie retiennent principalement le rôle de Batu, son fils, en tant que fondateur de la Horde d'Or.
En février 1227, la mort de Djötchi scinde ses possessions selon le principe de l'apanage entre ses fils majeurs qui représentent leur ulus respectifs lors des qurultay de 1229 et 1235. Orda dirige un ulu (aussi nommé Horde blanche) situé le long de la rivière Irtych et auquel ses quatre frères cadets se soumettent. Il participe activement aux conquêtes des premières principautés russes en 1228 et 1229. Batu dirige quant à lui un ulu dans la partie occidentale de celui de son père (Horde bleue) et joue un rôle majeur dans l'invasion générale coordonnée avec Subötaï de 1237 à 1242. De nombreux territoires conquis rejoignent les deux ulus dirigés par ses fils.

#### La Horde d'Or sous Batu (1243-1255)

Expansion de l'Empire mongol de 1206 à 1294 et rétrécissement de la Horde d'or entre 1279 et 1294.

Au retour de sa campagne militaire, en 1243, Batu déplace son camp principal et l'établit à Saraï qu'il désigne comme capitale de son territoire. Il s'établit également sur le territoire central, dans la région du confluent de la Volga et de la Kama, près de l’ancienne Bolgar. Ce repli militaire, en 1243, est communément interprété comme celui de la fondation de la Horde d'Or. Cependant, cela repose sur une mauvaise interprétation des relations entre les ulus des descendants de Djötchi.
Vadim Tepavlov suggère notamment que la date de 1225 est un meilleur repère dans la formation de la Horde d'Or en tant que ulu de Djötchi. De plus, il est important de noter que l'administration de l'empire mongol s'effectue par le fractionnement en deux ailes, occidentale et orientale, par tradition culturelle, l'aile occidentale étant soumise à l'aile orientale. Les ulus de Jochi se retrouvent à la tête de l'aile occidentale et ont, en réalité, un pouvoir et un statut officieux semblables au Khagan placé à Karakorum. Dans le cas de la Horde d'Or, le principe des deux ailes s'applique entre Orda et Batu qui co-dirigent la Horde d'Or au sein de leurs hordes respectives. Enfin, leur soumission envers Ögedei est liée à une promesse tenue par leur père. La mort d'Ogedei en 1241 représente un premier facteur de réunification des horde blanche et bleue.
Le statut de la Horde d'Or se renforce durant le règne de Güyük envers qui Batu est ouvertement hostile. Lors de la succession menant à désigner Möngke, l'indépendance de la Horde d'Or vis-à-vis de l'empire mongol se renforce également. Batu refuse de diriger l'empire mongol en faveur de Mongke, cependant le titre de Khagan n'inclut plus les titres relatifs aux territoires administrés par la Horde d'Or. Si la souveraineté est renforcée, elle reste encore dépendante de l'empire mongol. Les réformes et édits du Khagan doivent cependant être désormais approuvés par Batu avant d'être appliqués au sein de la Horde d'Or.
Au moment de la mort de Batu à Saraï en 1255, Sartaq, son fils et successeur désigné, séjourne chez le grand khan Möngke à Karakorum en qualité d'ambassadeur. Möngke le nomme à la tête de la Horde, lui octroyant les mêmes prérogatives que son père sur les forces armées, les territoires et les sujets de la Horde d'Or. Les textes contemporains confirment que le territoire possède une grande autonomie en matière de loi. Sataq meurt brusquement et c’est son fils Ulaqtchi qui est désigné comme khan sous la régence de Boraktchik, veuve de Batu.

#### La Horde d'Or sous Berké (1257-1267)
À la mort d'Ulaqtchi en 1257, Berké, frère de Batu, devient khan de la Horde bleue (jusqu'en 1267). Il doit lutter contre plusieurs révoltes contre l’occupation mongole, visant en particulier les fonctionnaires percevant les tributs (basmaks). Sa conversion à l'islam marque la première étape de la conversion des souverains de la Horde d'or.
En 1261, Saraï devient le siège d'un diocèse orthodoxe. La ville est aussi (jusqu’à sa destruction en 1395) un important pôle commercial reliant les routes entre l’Orient et l’Occident. Des commerçants vénitiens et génois viennent y acheter des fourrures du Nord ainsi que des esclaves coumans (kiptchak) qu’ils revendent aux mamelouks d'Égypte.
En 1262, Berké s’allie avec le sultan mamelouk Baybars contre l’empire des Houlagides de Perse. En 1265, Nogaï, le général de la Horde, lance des raids en Thrace contre l'empire byzantin. La même année, Berké perd le Khwarezm, Otrar et les territoires à l’est de l'Aral au profit du khanat de Djaghataï. Il meurt dans le Caucase au cours d'une nouvelle campagne contre la Perse.
Les relations entre la Horde d'Or et l'empire mongol se dégradent progressivement à cause des changements culturels et religieux qui s'opèrent au sein des deux cours. Déjà, en 1259, le khan de la Horde d'Or est exempté de l'obligation d'assister au qurultay (assemblée des khans) à Karakorum. De plus, les différents sujets et tributaires des principautés russes ne font allégeance qu'au khan et non au khagan. Cependant, la séparation ne semble réellement effective qu'à partir du règne de Mengü Temür.

### L'affaiblissement

#### De Mengü Temür (1267-1280) à Toqtaï (1290-1312)

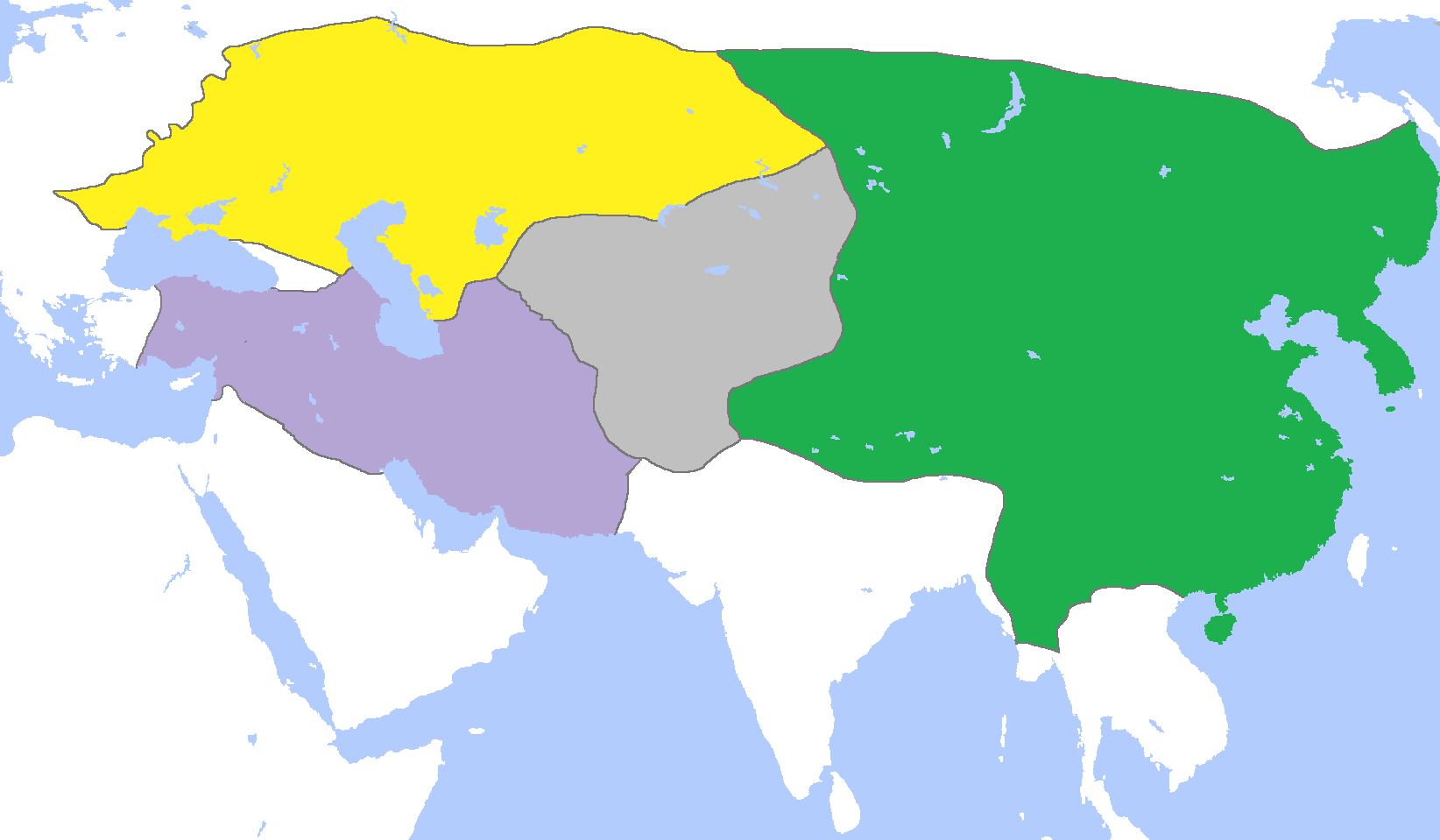
Divisions de l'Empire mongol vers 1300 :
Jaune : Horde d'or
Gris : Khanat de Djaghataï
Vert : Dynastie Yuan
Violet : Empire ilkhanide

Mengü Temür poursuit la politique de ses prédécesseurs et affirme son indépendance vis-à-vis de l'empire mongol alors dirigé par Kubilai Khan, installé à Khanbalik (actuelle Pékin). Dès le début de son règne, il exige que son nom, sur ses monnaies, apparaisse en lieu et place de celui du khaghan, démontrant la séparation de la Horde d'Or vis-à-vis de l'empire.
Il accorde des immunités au clergé orthodoxe en 1279. Il renforce l’alliance avec les Mamelouks, les Seldjoukides et Byzance contre les il-qan. Il renforça la position hiérarchique des boyards et des princes russes en échange de leur loyauté. Face à la pression économique et militaire à l'ouest, la république de Novgorod se plaça sous la protection mongole dans les années 1270 tout en concluant un accord avec le grand prince de Vladimir, lui interdisant toute intervention dans la république mais en le reconnaissant comme suzerain. Mengü établi aussi une alliance avec la république de Gênes qui établi des comptoirs en Gazarie, à Caffa, Chimmero et Vosporo en 1281, en échange d'un tribut. De même, la République de Venise peut s'installer à Tana. Il installe aussi en Moldavie une gouvernance directe pour contrôler notamment la production de sel et les embouchures du Dniestr et du Danube. La Horde finance alors la création de nombreuses villes commerciales dans la région.
À sa mort en 1280, la Horde commence à se disloquer. Les rapports entre les différentes tribus, éloignées les unes des autres, se distendent, favorisant les séparatismes. Les khans dépendent de plus en plus de l’aristocratie militaire et notamment entre Nogaï et Khüinchi, et n’ont plus qu’une fonction nominale. Sous les règnes de Tuda Mangu (1280-1287) et de Tula Buqa (1287-1290), le pouvoir est aux mains de Nogaï, qui campe entre le Don et le Donets et fait et défait les khans. Vers 1280, il s'allie avec l'Empire byzantin et exerce un véritable protectorat sur la Bulgarie. Nogaï lance ainsi une seconde invasion en Hongrie où il est vaincu et subit de très lourdes pertes. Il lance alors une invasion en Pologne qui est à nouveau un échec. Il affaiblit ainsi la Horde en diminua ses capacités offensives. Il divise le pouvoir du khan dans un conseil et se rapproche des Franciscains.
En 1290, Toqtaï, fils de Mengü Temür, est porté au pouvoir par Nogaï qui assassine Tula Buqa et tous le conseil, mais Toqtaï se débarrasse de sa tutelle en 1297 et le vainc sur les rives du Dniepr en 1299, avec l'appui de troupes auxiliaires locales. Nogaï est tué dans la bataille. Les femmes et les enfants de sa tribu sont vendus comme esclaves. La Horde est alors ébranlée, les échanges avec la Hongrie et les Balkans diminuent. De plus, Toqtaï  avait soutenu un Qonggirad plutôt qu'un Toluide pour se maintenir au pouvoir, affaiblissant sa légitimité et en renforçant la puissance des begs.
Il s'allie avec Témur Khan contre le Khanat de Djaghataï et Qaïdu pour soutenir Bayan de la Horde Blanche, puis cherche à s'allier aux Mamelouk contre l'Ilkhanate, sans succès.
En représailles, en 1307, Toqtaï fait arrêter des commerçants européens, allié des Mamelouks, qui séjournent à Saraï. Il envoie une armée à Caffa contre les Génois de Crimée, sous prétexte d'être responsables d'enlèvements d'enfants tatars vendus dans les pays à domination musulmane et les chasse de la ville en 1308. En 1311, les relations commerciales sont rétablis, peu de temps avant sa mort.

#### Le règne d'Özbeg et de ses successeurs (1312-1360)

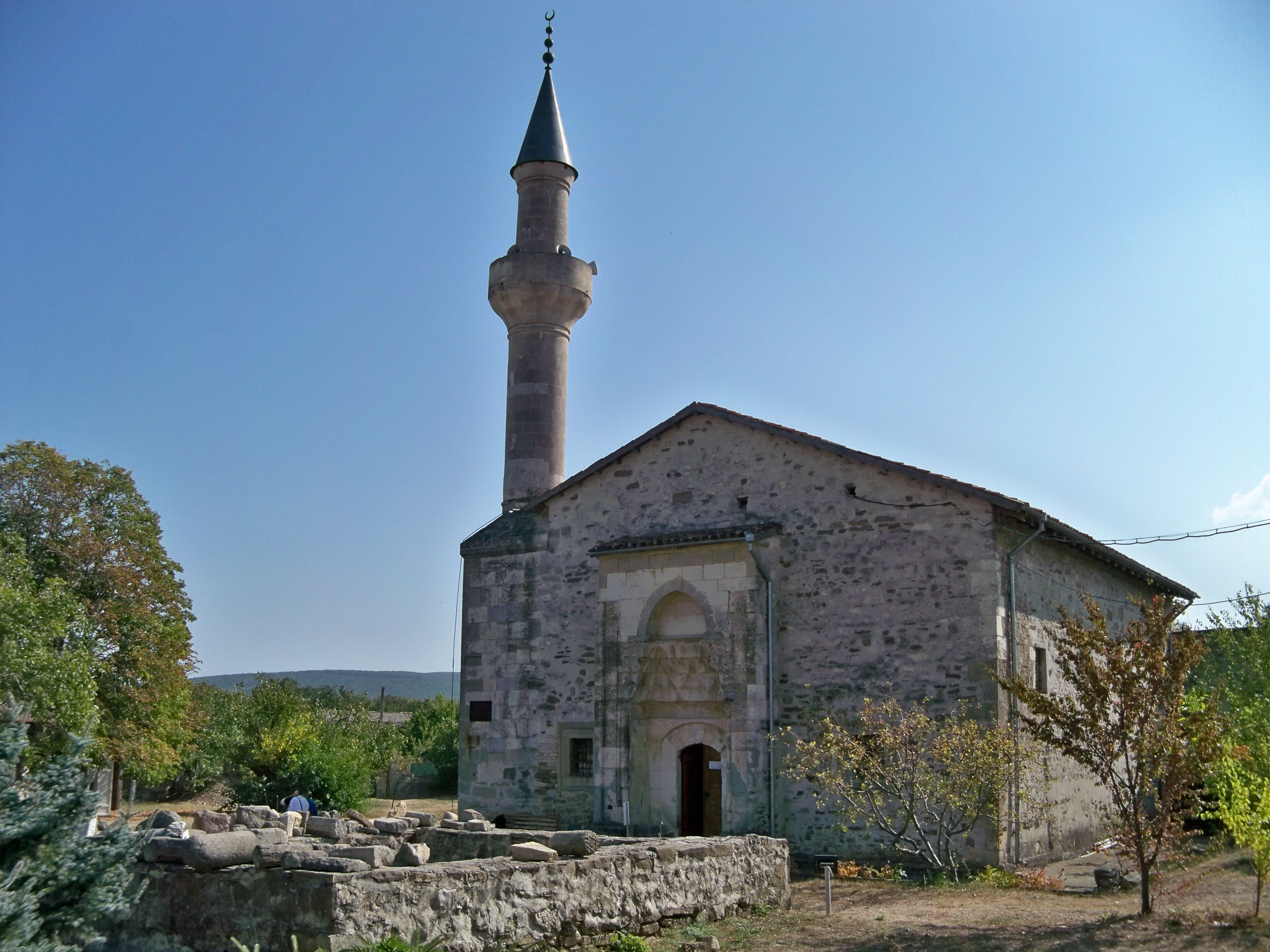
Mosquée Ozbek Han de Staryï Krym fondée par Ozbeg.

En août 1312, son neveu Özbeg, bien qu'exilé depuis plusieurs années, se rends au quriltai pour contester la succession à Tükel-Buqa, fils de Toqtaï, et finit par l'assassiner, en purgeant aussi ses partisans. Il se convertit alors rapidement pour obtenir le soutien des musulmans. Il règne jusqu'en 1341. Peu avant sa mort, il autorise les commerçants génois et vénitiens à reconstruire Caffa (en Crimée). Son règne marque la conversion définitive des souverains de la Horde d'or à l'islam. Il en résulte un divorce majeur entre la population conquise, slave et chrétienne, et la minorité régnante, musulmane et turco-mongole. Özbeg décentralise fortement les forces militaires en distribuant aux begs des tumens. Il récupère cependant le contrôle de l'aile gauche, la Horde blanche, des Ordaides en 1321, et promeut les musulmans dans les postes administratifs et soutient aussi des madrasas, la construction de mosquées et khanqah. Du côté ouest, Özbeg continue d'exercer une politique d'intégration avec la Bulgarie en échange de la transmission au tsar des territoires de Nogaï au Dniestr. En 1323, à la mort du Tsar, Özbeg récupère le contrôle de l'Ouest et créer la Valachie pour défendre la frontière contre la Hongrie tout en maintenant les liens avec la Bulgarie comme garde frontière du sud.
Du côté des principautés russes, la relation équilibrée entre le khan et les kniazias change en faveur du khan. Kiev et Vladimir sont ruinés tandis que Moscou et Tver émergent. En 1315, Özbeg soutient le prince rebelle de Moscovie, Iouri de Moscou contre le prince de Tver, Mikhaïl de Tver devenu grand-prince de Vladimir. Après la mort de la sœur du khan dans la prison de Mikhaïl, celui-ci est exécuté sur ordre du khan en 1318. Rompant avec la tradition russe, il nomme directement Iouri comme grand-prince de Vladimir. Malgré tout, celui-ci doit renoncer en 1322 au titre au profit de Dimitri de Tver. Après avoir persuadé le khan que Iouri s'était approprié une grande partie du tribut dû à la Horde. Iouri fut convoqué par la Horde à Saraï pour un procès, mais, avant toute enquête officielle, il fut tué par Dimitri en novembre 1325. Özbeg attendit pour punir Dimitri et finit par arrêter le prince de Tver pour meurtre, qu'il exécuta en 1326. Son frère, Alexandre lui succède mais fait face à un refus de la population de payer tribut à la Horde ce qui lui coûte le titre et il doit fuir. C'est donc le prince de Moscou, Ivan Daniilovich qui obtient le titre de grand-prince de Vladimir et commença à augmenter la taille de la principauté de Moscou pour éviter son renversement comme son frère. Il obtient le déplacement du métropolite de Vladimir vers Moscou en 1325, renforçant sa légitimité. C'est le contrôle de Novgorod qui permet surtout aux grands-princes de payer le khan, en échange le khan était utilisé dès que possible pour mater les principautés.
Après que l'armée d'Özbeg eut tué Léon II et son frère André (co-rois de Galice-Volhynie, et dernier de la dynastie Rurikide) en 1323, le duché de Lituanie et le Royaume de Pologne prennent le contrôle de la Galicie-Volhynie. Les Lituaniens ont vaincu les boyards et ont occupé Kiev et ses environs. En 1337, l'armée conjointe russe et de la Horde pénètre à Lublin. À la demande du noble galicien Dmytro Dedko, le khan envoi 40 000 cavaliers contre le roi Casimir III, qui était divisé dans la Vistule. Dans les années 1340, les lithuaniens occupent la Galice-Volhynie. Pour la Horde, la Lituanie n'est qu'un vassal tributaire, comme la Bulgarie et la Valachie, mais la relation n'est pas réciproque.
Lorsque son fils Djanibeg prend le pouvoir, en 1342 (après avoir tué son frère Tinibeg qui régnait depuis la mort de leur père), à la suite de désordres survenus entre chrétiens et musulmans dans les comptoirs de l’embouchure du Don et du refus de Venise de mettre les fautifs sous justice Jochides, il chasse les commerçants européens, Vénitiens et Génois, en 1343 et assiège Caffa tout en mettant un embargo contre ceux-ci. Djanibeg lève le siège en 1347 en échange d'une hausse de la taxe commerciale. Lorsque Gênes refuse à nouveau de reconnaitre que Caffa fait partie de la Horde d'Or, Djanibeg intervient à nouveau en 1350 pour montrer que les européens ne sont que des hôtes. En 1355, Djanibeg conquiert l’Azerbaïdjan qu’il rattache provisoirement à la Horde d'or. La Horde subit alors déjà depuis quelques années la Peste noire qui la déstabilise. De plus, la centralisation depuis Özbeg favorise les rivalités et les rebellions. Il est assassiné en 1357.
Sous le règne de son fils Berdibeg (1357-1359) et ses successeurs, l’empire se disloque à nouveau et entre dans une période nommée bulqaq, « anarchie » en turc, favorisé par la résurgente de la peste en 1364, 1374 et 1396 et la diminution du commerce mondial. Du côté de la Chine, la Dynastie Yuan est expulsée par la Dynastie Ming, cela réduit ainsi la sphère d'échange mongol et signala aux aventuriers qu'il était possible de profiter de la situation.

#### L'anarchie, la rébellion des Russes; Mamaï et la défaite de Koulikovo (1360-1378)
La Horde change 14 fois de khan de 1360 à 1380. Berdibeg, par sa purge particulièrement importante, touchant tous les descendants mâles d'Özbeg quel que soit l'âge, et même son fils. Les begs refusent alors de lui accorder leur loyauté. Il est assassiné en 1359 par l'un de ses dernier frère Kulna, lui-même tué par Nuruzbeg, qui serait son frère, mais qui est plus probablement un cousin plus ou moins éloigné. Il meurt dans des circonstances inconnues la même année de son accession au trône. Pendant cette période, c'est Taidula qui devient la personnalité principale de la cour jusqu'ç sa mort en 1360. Au moins six khans se déclarent en même temps, chacun frappant monnaie. La lignée d'or est alors considérée comme éteinte en ligne directe et déstabilise aussi la Horde blanche. Un beg de l'ouest, Mamaï, détient le pouvoir effectif tandis que l'est, l'aile gauche, est détenu par le beg Tengiz-Buqa. Un Khan jochide exerce une pouvoir limité sur le Centre, uniquement autour de Saray et de la Nouvelle-Saray mais avec une puissance symbolique que les autres begs ont besoin.
Dans ces années 1360 et 1370, les begs qarachu souhaitent encore le rétablissement de l'ordre mongol et chacun souhaite réinstaurer un khan. Dans le nord du Khorezm, les élites locaux font le choix de la sécession. Les Khongirads locaux prennent Urgench et prennent leur autonomie au nom du khan dans les années 1340. Dans les années 1360, après l'assassinat du beg à Saraï pendant les purges politiques, ses fils fondent une nouvelle dynastie, les Ṣūfīs et déclarent leur indépendance. Mamaï parvient à se faire obéir par au moins neuf hordes dans l'Ouest et proclame plusieurs khans qui ne conservent pas le pouvoir. Mamaï accepte que la Lituanie sous Algirdas de prendre des régions dépendant de Moscou. Cependant, le roi Lituanien prend la principauté de Podolie après la bataille des Eaux-Bleues, soumet les principautés de Tchernigov et de Pereslavl. Mamaï considère que la Lituanie permet de contrebalancer Moscou et elle paye le tribut. Chez les Russes, Mamaï soutient Dimitri Ivanovitch avant de le démettre en 1370 car il ne réussit pas à percevoir l'impôt. Il transmet le titre à Mikhaïl Aleksandrovitch, prince de Tver mais Dimitri parvient à reprendre le titre après avoir rendu visite au beg pour se soumettre.
En 1374, Dimitri refuse à nouveau de payer le tribut, Mamaï lance alors contre eux une expédition qui est repoussée par le grand-duc à la Voja (11 août 1378), puis dispersée à Koulikovo, au confluent du Don et de la Népriavda, le 8 septembre 1380.

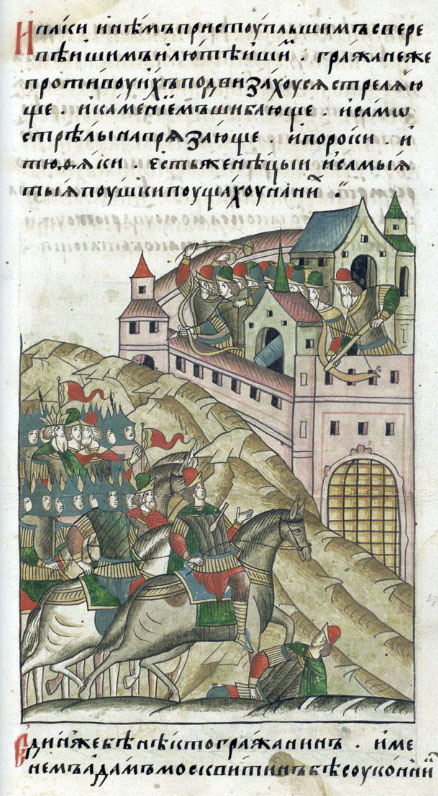
Tokhtamych devant Moscou en 1382.

### La Horde duXIVeauXVIesiècle

#### Le redressement: le règne de Tokhtamych (fin duXIVesiècle)
Lors de la période de l'anarchie en 1360, la Horde blanche devient de fait indépendante et à partir de Qara Noghaï, descendant de Djötchi et de Toqa-Temür, la Horde blanche n'est plus dirigée par un descendant d'Orda. Ourous Khan, khan en 1368 cherche à étendre la horde et d'unifier la Horde. Il mène une campagne vers l'ouest en 1373, sans réussir à tenir Saraï de manière continue. Il assassine Tui Khoja, chef toqa-temüride et père de Tokhtamych. Celui-ci se tourne vers Tamerlan pour se venger. Tamerlan fournit à Tokhtamych des ressources et des forces, lui permettant de s'établir à Otrar et Sayram. Le fils d'Ourous, Qutlu-Buqa, qui gouverne l'est en l'absence de son père, attaque et expulse Tokhtamysh, qui cherche à nouveau refuge auprès de Tamerlan. Qutlu-Buqa, cependant, est mortellement blessé dans la bataille. Doté de plus de richesses et d'une nouvelle armée par Tamerlan, Tokhtamysh tente à nouveau sa chance, mais est vaincu par le fils suivant d'Ourous, Toqtaqiya ; Tokhtamysh est blessé d'une flèche au bras et ne se sauve qu'en traversant à la nage la rivière Syr Darya,.
Durant l'automne 1376, les troupes d'Ourous et de Tamerlan avancent l'une contre l'autre dans l'espace entre Sighnaq et Otrar. Le mauvais temps retarde l'engagement imminent et, malgré quelques escarmouches (au cours desquelles le fils d'Ourous, Tamerlan-Malik, est blessé), aucune bataille décisive n'a lieu. Ces petites batailles infligent des pertes importantes à Tamerlan qui se retire à Samarcande et Chakhrisabz. En 1377, Ourous meurt alors que le conflit est sur le point de reprendre,,.
Tokhtamych, khan de la Horde blanche, qui règne sur les steppes du Syr-Daria, général de Tamerlan, vainc Mamaï sur la Khalkha et se proclame khan de la Horde d'or. Mamaï va s'exiler chez les Génois en Crimée. Cependant, trahi par les commerçants génois, il est exécuté.
Jusqu'alors, la Horde d'Or est divisée entre deux hordes. Tokhtamych est le premier à officiellement réunifier les deux ailes en une seule. Cependant, cette tentative échoue à cause de crises internes et de la menace d'invasion de Tamerlan.
Tokhtamych rétablit pour un temps l’unité de la Horde d'or. Il exige de nouveau que les princes de la Rus' se rendent à Saraï avec des tributs, mais ceux-ci refusent. Tokhtamych entreprend alors une campagne contre les principautés de la Rus' : il incendie Souzdal, Vladimir, puis pille et brûle Moscou le 26 août 1382.

#### L'intervention de Tamerlan (1387-1395)
À partir de 1387, Tokhtamych mène des campagnes dans le Caucase et surtout en Transoxiane sans qu'aucun des deux camps ne sortent vainqueur. Pour prendre l'avantage, Tarmelan retourne Edigu contre son khan en 1391, entrainant l'annexion du sud-est de la Horde. Durant la même période, Gênes bloque les ports de Crimée, réduisant les revenues commerciaux.
En 1392 et 1395, Tamerlan mène des expéditions contre la Horde d'or. Saraï et Astrakhan sont détruites. Après avoir vaincu Tokhtamych sur le Terek le 15 avril 1395, il menace Moscou et ravage Riazan. Vassili Ier, prince de Moscou, le repousse le 26 août. Tamerlan pille la Crimée à l'automne. Il met La Tana (Azov) à sac et réduit en captivité tous les résidents chrétiens. Le riche comptoir génois de Caffa est désorganisé. Edigu prend alors le contrôle de l'est de la Horde et s'allie à Timur-Qutlugh pour prendre l'ouest et Edigu devient beglerbeg. Tokhtamych tente en 1399 de reconquérir la Horde qui échoue une première fois, avant de rejoindre les Chaybanides et de s'allier à Tamerlan. Les deux anciens rivaux meurent en 1405 et 1406, respectivement.
Sous les successeurs de Tokhtamych, le pouvoir appartient au chef de la horde nogaï ou mengit, Edigu ou Idi Qu (1400-1412). En 1408, il exige le tribut des Russes, incendie Nijni Novgorod et Gorodets, marche vers Moscou puis se retire sous de vagues promesses d’obéissance.

#### Sous les begs (1395-1430)
Après la destitution d'Edigu, la Horde se relève matériellement, à l'exception de la Nouvelle-Saraï, la vallée de la Volga reste un couloir commercial très lucratif mais c'est la ville de Kazan qui devient la plaque tournante du commerce de fourrure. L'équilibre interne des clans est totalement changé, les Qonggirads sont éliminés et les Kiyads sont affaiblies, se sont les Mengits qui prennent le pouvoir. Les changements politiques sous Tokhtamych renforce encore la place des begs, plaçant le khan comme une figure fantoche qui pouvait aussi être destitué sans avoir besoin de le tuer.
La Horde d'or est agitée par la suite par les conflits entre les descendants de Tokhtamych et de Timur-Qutlugh, ce qui aboutit à son déclin. Par la suite, Shah Rukh renvoya Edigu à Saraï, où il est assassiné par l'un des partisans de Tokhtamych en 1419 (ou 1412). La Horde Nogaï nait alors au sein de la Horde d'or avec les fils d'Edigu comme khan mais aussi de beglerbeg qui renforcent l'autonomie des pouvoirs nomades émergeants. En 1428, le Khanat ouzbek est créé par Abu-l-Khayr à l'est.

#### La fin de la Horde (1430-1516)

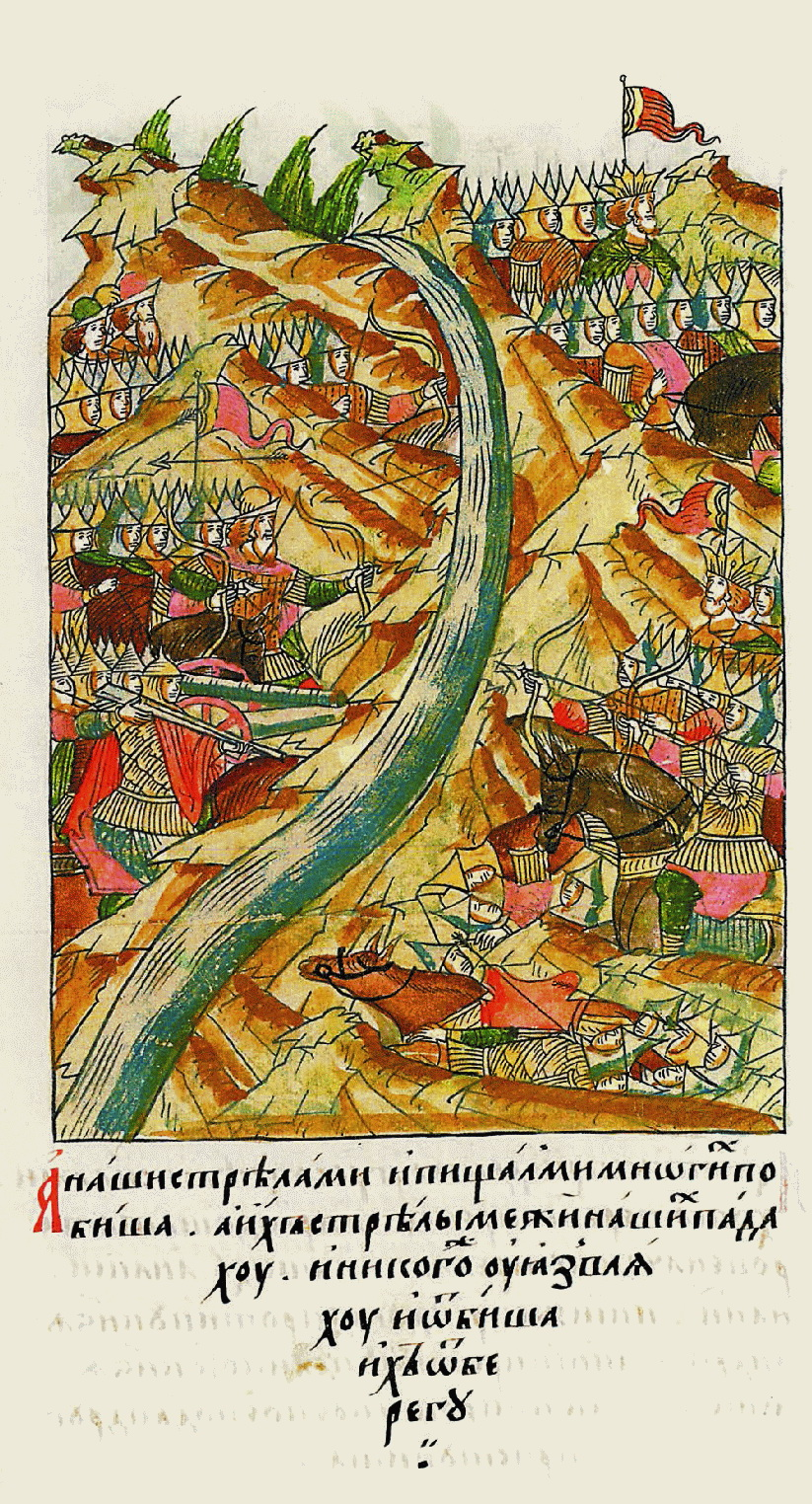
Le grand face-à-face sur l'Ougra de 1480 (illustration d'une chronique russe du XVIe siècle).

Le territoire de la Horde d'or commence à se morceler en 1430, avec la création du Khanat de Crimée par Hadjdjii Girey Ier (1430-1466), descendant de Tuga Timur, fils de Djötchi, entre l’embouchure du Dniestr et du Dniepr, celle du khanat de Kazan en 1438 puis du khanat d'Astrakhan entre la Volga, le Don, le Kouban et le Terek en 1466. Cependant, collectivement ils se considèrent tous comme le même grand ulus.
En 1475, le khanat de Crimée entre dans l'orbite ottomane. La Horde perd son accès à la mer Noire et ses débouchés commerciaux vers l'Europe. En 1480, Ivan III, prince de Moscou, s’allie au khan de Crimée Mengli Ier Giray et à Ouzoun Hassan, sultan des Aq Qoyunlu, et refuse de payer le tribut à la Horde d'or. Ahmad Khan marche contre lui : leurs armées se rencontrent le 8 octobre sur l’Ougra, chacune d'un côté de la rivière. Mais la Horde doit se retirer le 11 novembre, faute d'avoir reçu des renforts du roi de Pologne Casimir IV Jagellon. Ivan III le Grand commence l'unification de la Russie tout en restant nominalement le tributaire du khan de la Horde et le titre de grand-prince de Vladimir, donné par la Horde, donne un élément de légitimation à l'unification des Russes.
À l'est, elle est menacée par la puissance naissante des Chaybanides (descendants de Cheyban) et perd la Transoxiane conquise par Mohammad Chaybani en 1500. À la fin du XVe siècle, son territoire est réduit à la plaine de la Volga (Kazan, Saraï, Astrakhan).
En 1502, le khan de Crimée Mengli Giray, allié des Russes, prend et détruit Saraï. C'est la fin de la Horde, dont le dernier souverain, Sheykh Ahmed, disparaît en 1516.

### Les héritiers: les Tatars (XVIe-XVIIIesiècle)
Les Mongols de la Horde d'or se turquisent et se mélangent avec les Coumans/Kiptchaks, formant la nouvelle ethnie tatare[source insuffisante],. Les débris des territoires de la Horde d'or constituent les khanats de Kazan, d’Astrakhan, de Sibir (ouest de la Sibérie) et de Crimée.
Sous le règne d'Ivan le Terrible, les Russes prennent Kazan en 1552 et Astrakhan en 1556. La horde Nogai continue de nomadiser entre l'Irtych et la Volga, dans le khanat de Sibir[réf. nécessaire].
Aux XVIe et XVIIe siècles, la frontière entre la Moscovie et le monde nomade passe non loin de Moscou, au sud de Riazan sur la rivière Oka, et d'Elets sur la rivière Sosna, affluent du Don. Les hordes tatares maîtrisent à la perfection la tactique des incursions, en choisissant la voie selon les lignes de partage des eaux[réf. nécessaire][pas clair].
En 1571, le khan de Crimée Devlet Ier Giray à la tête d'une armée de 120 000 cavaliers ravage Moscou et réduit en esclavage une grande partie de la population (sous Ivan le Terrible). Les incursions des Tatars de Crimée et des hordes trans-volgiennes se prolongent jusqu'au XVIIIe siècle. Chaque année, les Cosaques et les jeunes nobles partent pour le service de guet et de patrouille, protégeant les territoires russes frontaliers contre les incursions tatares.
La route principale des attaques vers Moscou était Mouravski Chljakh, de la Crimée à Toula, entre les rivières Dniepr et Donets du Nord. Après s'être enfoncés en Russie sur 100 à 200 kilomètres, les nomades reviennent en arrière en déployant à partir du détachement principal de larges ailes de soldats, en pillant et en faisant des prisonniers. Ceux-ci sont vendus comme esclaves à l'Empire ottoman, voire à certains pays européens. Caffa, en Crimée, est un des principaux marchés de la traite des esclaves.
Le khanat de Crimée est rattaché à la Russie en 1783 (sous Catherine II).

## Organisation
La Horde d'Or, avant son indépendance, est un mélange complexe des traditions institutionnelles mongoles et des systèmes administratifs des territoires conquis et voisins. L'évolution de l'organisation administrative au sein de la Horde d'Or est constante sur trois siècles.
L'administration est fondée sur la distinction entre les villes et les el[réf. nécessaire], unités de base des clans nomades. Les grandes villes doivent payer diverses taxes aux khans (sur le commerce, la propriété foncière, les magasins à grain, les semailles, les vignes et l'irrigation). Les el sont redevables d'impôts sur le cheptel. Villes et el doivent un service militaire à l'armée (orda) en cas de besoin. Il existe un service postal officiel, le yam, dont les fonctionnaires ont droit de réquisition pour pouvoir circuler rapidement. Le khan peut exempter par décret (yarlyk) certaines cités ou el de certaines taxes ou réquisitions. La Horde fit frapper une grande quantité de monnaies : des puls en cuivre et des dirhams en argent, sous-multiple du dinar.

### Caractéristique générale
Elle se compose de deux subdivisions, la Horde Bleue à l'ouest, dirigée par les descendants de Batu, et la Horde Blanche à l'est, contrôlée par les descendants d'Orda. Les Khans de la Horde Bleue agissent également en tant que Khan de la Horde d'Or.
Les principales caractéristiques du système administratif sont le pouvoir monarchique du Khan, la participation à l'administration du territoire par les karachi begs (quatre représentants de dynasties tatares), la division du territoire en deux ailes, le système territorial mongol des ulus (territoires et sujets pouvant être donnés par le Khan ou hérités), l'utilisation d'administrateurs civils ou vice-régents (darugachi), le iassak comme système fiscal et la combinaison d'un système d'administration d'États aux traditions de gouvernances locales.

### Rôles
Le khan s'appuie sur une administration efficace et strictement hiérarchisée héritée de l'empire mongol. Son gouvernement le suit dans sa nomadisation, par le biais d'un immense campement,. Le rôle du Khan repose sur le contrôle des dignitaires, l'arbitrage des conflits entre officiers et un pouvoir décisionnel final sur toutes les matières principales concernant la gestion du pays. Les premiers Khans au XIIIe siècle sont particulièrement actifs et présents dans la gestion administrative tandis que leurs successeurs au XIVe siècle prennent de la distance.
Le beklyaribek se trouve à la tête des beg (noblesse turco-mongole et émir) et détient les prérogatives militaires en tant que commandant suprême de guerre. Hiérarchiquement soumis aux ordres du Khan, il coordonne également les actions de politique extérieure comme la diplomatie. Cette fonction, formée au XIe siècle dans la culture turcique-oghouze, réapparait au sein de la Horde d'Or afin de soutenir la fédération des différentes tribus nomades qui la compose au XIIIe siècle. L'importance de cette fonction gagne en ampleur après la chute de la Horde d'Or.
Le vizir, au sein du divan, se trouve à la tête d'une autre élite sociale, les darugachi, fonctionnaires et administrateurs. Sa principale fonction est de garantir le bon fonctionnement du système financier, d'établir des lois fiscales, de garantir le contrôle et la régulation du commerce, ou encore de coordonner la planification urbaine.
Les begs sont subdivisionnés en plusieurs rôles différents. Sur le plan militaire, suivant le modèle décimal, se trouvent les temniks (général), ty'syachniks (commandant de mille hommes), sotniks (commandant de cent hommes) et desyatniks (commandant de dix hommes). Sur le plan de la noblesse se trouvent les princes d'ulus, les courtisans princiers, les chefs de régiments.
Les fonctionnaires sont également subdivisés hiérarchiquement. Le darugha est directement sous les ordres du vizir et prend en charge la collecte des taxes de localités qui lui sont assignées. Ils partagent certaines fonctions avec les begs locaux afin de faciliter l'administration fiscale des territoires.

## Géographie

Le territoire de la Horde d'or en 1389.

Le territoire de la Horde s'étend de la partie méridionale de l'actuelle Russie : la Crimée, les steppes kiptchak, la vallée de la Volga, jusqu'à la Transoxiane. Cet espace est composé de grands déserts et steppes propices au nomadisme et au pastoralisme, ainsi que de régions urbanisés (Crimée, Volga, Transoxiane) qui pratiquent un commerce actif. Le nomadisme se maintient tout au long de la période et les khans eux-mêmes le pratiquent, passant la moitié de l'année dans leurs campements d'été et l'autre moitié dans leurs quartiers d'hiver. Ils favorisent néanmoins l'urbanisation, dans le but de développer le commerce et l'artisanat (métallurgie, céramique, cuir…) et maintiennent les routes commerciales, notamment le long de la Volga et l'axe mer d'Aral-mer Caspienne-mer Noire (la « route de la soie »).

## Population
Les peuples qui vivent sur ces terres sont en majorité turcophones (kiptchak, ouïghour…), mais on y parle également le persan, les langues slaves, l'arménien et les langues caucasiennes.
La démographie de la Horde souffre d'une hémorragie chronique due au trafic d'esclaves qu'opèrent certaines tribus kiptchak en razziant les jeunes garçons turcs pour les vendre dans les comptoirs italiens de Crimée, qui les envoient principalement vers l'Égypte des mamelouks, eux-mêmes descendants d'esclaves turcs et traditionnellement alliés du khanat de Kiptchak. Le gouvernement de la Horde tente de mettre un terme à ce trafic, mais ne peut agir fortement contre les Génois et les Vénitiens dont les comptoirs sont un important débouché pour ses produits agricoles et un terminus de la route de la soie.
L'islam sunnite, la religion du khan depuis Özbeg, est la plus représentée mais côtoie le christianisme sous différentes formes (orthodoxe, nestorienne, catholique) et la religion juive. Le chamanisme, hérité des Mongols de la conquête, persiste dans les esprits jusqu'au XVIe siècle. La tolérance religieuse des Mongols, qui respectent et craignent tout ce qui est sacré, permet aux Slaves de préserver leur Église. Le clergé est exempté d'impôts, de réquisitions, de corvées.

## Sources
Pendant longtemps, les historiens sont partis du principe que les nomades seraient des peuples sans écriture, donc sans chronique ni histoire ni mémoire. On se basait donc surtout sur des sources issues des peuples sédentaires soumis pour faire l'histoire de cet état,.
En réalité, il existe de nombreux documents de chancellerie et administratifs produits par les nomades, en langue mongole ou locale, car les mongols utilisaient l'écrit dans leur administration dès l'époque de Genghis Khan. On retrouve également des monnaies, des objets et des tombes d'époque,.
À ceci s'ajoute le problème que les recherches débutent réellement dans les années 1990, lorsque les restrictions idéologiques imposées par l'Union des républiques socialistes soviétiques cessent. Cette restriction prenait racine dans une résolution adoptée en 1944 qui interdisait les études sur l'histoire de la Horde d'Or et les khanats tatars, la falsification de cette histoire servant de pivot important de la propagande soviétique. À la suite de la dissolution de l'URSS en 1991 et l’indépendance de facto de la république du Tatarstan, puis aux accords de 1994 visant le partage des pouvoirs entre Kazan et Moscou, des recherches à grande échelle débutent. L'historiographie moderne doit également déconstruire l'historiographie nationaliste russe qui définit la Horde d'Or uniquement sous le prisme de l'Empire mongol.

## Points particuliers

### Chronologie des incursions mongoles en Russie
- 1223 : première invasion mongole, la Bataille de la Kalka le 31 mai.
- 1237 : Principauté de Riazan rasée le 21 décembre par Batu.
- 1238 : destruction de Souzdal et chute de Vladimir le 7 février.
- 1239 : prise et chute de Pereïaslav et Tchernigov, Mourom sous les flammes.
- 1240 : prise et chute de Kiev le 6 décembre, fin de la conquête de la Rus'.
- 1252 : la horde de Nevruy dévaste Pereslavl-Zalesski et Souzdal.
- 1259 : raids en Lituanie puis en Pologne, pillage de Sandomierz et incendie de Cracovie
- 1273 : les Mongols attaquent la région limitrophe de la principauté de Novgorod.
- 1281 : la horde de Kovdygay et Alchiday détruit Mourom et Pereïaslavl, il ruine les alentours de Souzdal, Rostov, Vladimir, Iouriev-Polski, Tver, Torjok.
- 1282 : les Mongols attaquent Vladimir et Pereslavl-Zalesski.
- 1283 : les Mongols pillent Rylsk, Lipetsk, Koursk et Vorgol.
- 1285 : le chef militaire des Mongols Eltoray, le fils de Temir, pillent Riazan et Mourom.
- 1293 : le chef militaire des Mongols Dyuden vient en Russie et pille quatorze villes, Mourom, Moscou, Kolomna, Vladimir, Souzdal, Iouriev-Polski, Pereslavl-Zalesski, Mojaïsk, Volokolamsk, Dmitrov, Ouglitch. Pendant le même été, le fils du Khan Takhtamir pille la principauté de Tver et capture des esclaves dans la principauté de Vladimir.
- 1307, 1315, 1317, 1318, 1322 : expéditions de pillage de la Horde d'or dans les principautés de Riazan, de Tver, de Kostroma, de Iaroslavl.
- 1327 : incursion punitive de la Horde d'or dans la principauté de Tver.
- 1358, 1365, 1373 : les Tatars attaquent la principauté de Riazan.
- 1375, 1377, 1378 : les Tatars attaquent la région limitrophe de la principauté de Nijni Novgorod.
- 1382 : Khan Tokhtamych brûle complètement Moscou, des dizaines de milliers de Moscovites périssent.
- 1408 : les Tatars pillent Serpoukhov, les alentours de Moscou, Pereïaslavl, Rostov, Iouriev, Dmitrov, Nijni Novgorod, Galitch.
- 1410 : les Tatars détruisent Vladimir.
- 1449, 1451, 1455, 1459 : les Tatars pillent les alentours de Moscou
- 1480 : « Grande halte sur la rivière Ougra », fin du joug tataro-mongol.

### Liste des khans de la Horde d'or

#### Horde bleue, puis Horde d'or
- 1227-1255 : Batu, fils de Djötchi
- 1255-1256 : Sartaq, fils de Batu
- 1256-1257 : Ulaqtchi, fils de Batu
- 1257-1267 : Berké, frère de Batu
- 1267-1280 : Mengü Temür, petit-fils de Batu
- 1280-1287 : Tuda Mengü, frère de Mengü Temür
- 1287-1290 : Tula Buqa, fils de Baita neveu des précédents
- 1290-1312 : Ghiyas ed-din Toqtaï (ou Toqto’a), fils de Mengü Temür
- 1312-1341 : Ghiyas ed-din Mohammed Özbeg, fils de Toghrul et petit-fils de Mengü Temür
- 1341-1342 : Tinibeg, fils de Özbeg
- 1342-1357 : Djelal ed-din Mahmud Djanibeg, fils de Özbeg
- 1357-1359 : Mohammed Berdibeg, fils de Djanibeg
- 1359-1360 : Kulna, frère du précédent
- 1360-1361 : Mohammed Nuruzbeg, frère du précédent

#### Familles rivales
- 1361-1380 : période de chaos où le pouvoir réel appartient au général Mamaï issu du Khan Nogaï

- 1359-1361 : Mahmud Khirz, fils de Bada Kul Khan de Turan
- 1361-1363 : Merdad, fils de Mahmud Khirz
- 1361-1361 : Temür Khodjah
- 1361-1363 : Kilibeg
- 1361-1363 : Mürad Khodjah
- 1363-1363 : Kütlügh Khodjah
- 1363-1367 : Pulad Khodjah, fils de Ming Temür Khan de Turan et frère de Mahmud Khirz
- 1363-1367 : Aziz Sheykh, fils de Alibeg
- 1363-1369 : Abdallah
- 1367-1371 : Hasan beg, frère de Aziz Sheykh
- 1370-1373 : Tülüngbeg, Khan de Turan, fils de Ming Temür et neveu de Mahmud Khirz
- 1373-1375 : Ilban, frère du précédent
- 1375-1377 : Ghiyas ed-din Khaghan, fils d'Ilban
- 1377-1378 : Arab Shah, fils de Pulad
- 1370-1378 : Ghiyas ed-din Mohammed Bülak

#### Horde blanche
- 1227-1280 : Orda, fils de Djötchi
- 1280-1302 : Khüinchi, fils d'Orda
- 1302-1309 : Bayan, fils de Khüinchi
- 1309-1320 : Satiboukha, fils de Bayan
- 1320-1344 : Ilbassan, fils de Satiboukha
- 1344-1361 : Tchymtaï (en), fils d'Ilbassan
- 1361-1364 : Qara Noghaï, descendant de Toqa-Temür, frère d'Orda
- Entre 1364 et 1366 : Toughlouq Temür, frère de Qara Noghaï
- Entre 1364 et 1366 : Qoutlouq Hodja, frère de Toughlouq Temür
- 1366-1369 : Moubarak Hodja, cousin de Qoutlouq Hodja
- 1369-1377 : Ourous Khan, cousin éloigné de Moubarak Hodja
- 1377 : Toktakia (en), fils d'Ourous Khan
- 1377-1378 : Timour-Malik (en), fils d'Ourous Khan
- 1378-1398 : Tokhtamych, neveu d’Ourous Khan selon certaines sources, protégé puis rival de Tamerlan, réunifie les deux hordes.

#### Horde d'Or (unifiée)
- 1394-1394 : Tash-Temür, fils de Hasan Beg, khan de la Horde Bleue
- 1391-1395 : Heg Pulad
- 1395-1400 : Temür Kutlukh, fils de Temür Melik
- 1400-1407 : Shadibeg, fils de Temür Melik
- 1407-1412 : Pulad, fils de Temür Kutlukh
- 1406-1415 : Temür, fils de Temür Kutlukh
- 1412-1412 : Djelal ed-din, fils de Tokhtamych
- 1412-1414 : Kerimberdi, fils de Tokhtamych
- 1414-1415 : Kibak, fils de Tokhtamych
- 1415-1415 : Djebbarberdi, fils de Tokhtamych
- 1415-1422 : Tjekre,
- 1403-1419 : Derwish, arrière-petit-fils de Tülüngbeg Khan de Turan
- 1419-1419 : Séyid Ahmed I, frère de Derwish
- 1422-1424 : Ghiyas ed-din, fils de Shadibeg
- 1427-1427 : Kutjuk Mohammed, fils de Temür
- 1427-1427 : Borrak, fils de Khoïridjak fils d'Urus Khan
- 1427-1428 : Dewletberdi, fils de Tash-Temür
- 1428-1460 : Kutjuk Mohammed, fils de Temür second règne

Pendant la période de 1395 à 1419 la Horde Blanche (Kiptchak oriental) fut entièrement contrôlée par Edigu, khan des Nogaïs, qui joua jusqu'à sa mort exactement le même rôle que son parent Mamaï dans le Kiptchak occidental pendant la période de 1361 à 1378.

#### Grande Horde
- 1460-1465 : Mahmud, fils de Kutjukh Mohammed
- 1465-1481 : Ahmed, fils de Kutjukh Mohammed
- 1481-1502 : Séyid Ahmed II, fils de Ahmed
- 1481-1502 : Murtaza, fils de Ahmed
- 1481-1502 : Sheykh Ahmed, fils de Ahmed

### Sources et bibliographie
- Marie Favereau, La Horde. Comment les Mongols ont changé le monde, 2023, Éd. Perrin,  (ISBN 978-2262099558).
- M. Favereau, J. Raymond. La Horde d'or : Les héritiers de Gengis Khan, Édition de la Flandonnière , 2014, 240 p.  (ISBN 2918098167 et 978-2918098164)
- Marie Favereau. La Horde d'Or et l'islamisation des steppes eurasiatiques, Édition Publications de L'Université de Provence, 2018, 320 p.  (ISBN 9791032001820)
- Marie Favereau. La Horde d'or et le sultanat mamelouk : Naissance d'une alliance, Édition Institut français d'archéologie orientale du Caire - IFAO, 2018, 170 p.  (ISBN 978-2724707182)
- (en) Dimitry Pospielovsky, The Orthodox Church in the history of Russia, St Vladimir's Seminary Press, 1998  (ISBN 0881411795 et 9780881411799), [lire en ligne]
- (en) John Andrew Boyle (traducteur), Genghis Khan : The History of the World Conqueror d'ʻAlāʼ al-Dīn ʻAṭā Malik Juvaynī, Manchester University Press, 1997, disponible en ligne sur le site Google Books
- (en) Clifford Bosworth, Historic cities of the Islamic world, Brill, 2007, 615 p.  (ISBN 90-04-15388-8), [lire en ligne]
- Cliofford Bosworth, Les dynasties musulmanes, trad. Y. Thoraval, Actes sud, coll. « Sinbad », 1996,  (ISBN 2742707131)
- B. Klutchevsky (trad. C. Andronikof, préf. de Pierre Pascal), Histoire de Russie, Paris, Gallimard, 1956
- Collection complète des chroniques russes, Saint-Pétersbourg, 1908 (réédition : Moscou, 2001,  (ISBN 5944570113)).
- Grekov et Iakoubovski, La Horde d'or et la Russie, Payot, Paris, 1961
- László Lőrincz, Histoire de la Mongolie des origines à nos jours, Akadémiai Kiadó, Budapest, 1984  (ISBN 963-05-3381-2 et 978-963-05-3381-2), [lire en ligne]
- René Grousset, L'Empire des steppes : Attila, Gengis-Khan, Tamerlan, Payot, 1965 (réimpr. 2001), 4e éd., 651 p. (ISBN 2228881309, lire en ligne)
- Iaroslav Lebedynsky. La Horde d'Or : Conquête mongole et "joug tatar" en Europe 1236-1502, Édition Errance, 2013, 250 p.  (ISBN 978-2877725408)
- Kabilek Daniarov. Histoire de l'oulous de Djötchi et de la Horde d'Or: Aux sources du peuple kazakh, Édition L'Harmattan, 2018, 258 p.  (ISBN 978-2343139869)
- Ilnur Mirgalyev, The Golden Horde in world history, Sh. Marjani Institute of History of the Tatarstan Academy of Sciences, coll. « Tartaria Magna », 2017 (ISBN 978-5-94981-254-9).